# 359 (số)
359 (ba trăm năm mươi chín) là một số tự nhiên ngay sau 358 và ngay trước 360.